# Hyalonema flagelliferum
Hyalonema flagelliferum är en svampdjursart som beskrevs av Isao Ijima 1927. Hyalonema flagelliferum ingår i släktet Hyalonema och familjen Hyalonematidae. Inga underarter finns listade i Catalogue of Life.